# Азербайджанская национальная консерватория
Азербайджанская национальная консерватория — высшее музыкальное учебное заведение Азербайджана.

## Общие сведения
Создана указом Президента Азербайджана Гейдара Алиева от 13 июля 2000 года.
10 августа 2001 года в состав Азербайджанской национальной консерватории были переданы Бакинский музыкальный колледж и Республиканская гимназия искусств.
На 2024 год в профессорско-преподавательский состав входят профессиональные исполнители на народных инструментах, дирижёры, ханенде, музыковеды, композиторы. Всего работает свыше 200 преподавателей. Из них 21 народный артист, 14 заслуженных деятелей искусства, 18 заслуженных артистов, 11 заслуженных преподавателей, 25 кандидатов искусствоведения, 3 кандидата наук, 2 доктора наук, 6 докторов искусствоведения, в том числе Агасалим Абдуллаев, Алим Гасымов, Айгюн Байрамова, Ага Джебраил Абасалиев, Агаверди Пашаев, Айгюн Зейналова, Агададаш Дадашев, Ариф Бабаев, Азер Зейналов, Мансум Ибрагимов.
С 2005 года действует студенческая молодёжная организация.
С 2005 года студенты консерватории принимают участие в различных конкурсах. Многие стали лауреатами международных и республиканских конкурсов.
С 2003 года консерватория является членом Европейской лиги институтов искусств.

## Факультеты
В консерватории действуют 2 факультета:
- Исполнительский
- Истории и теории музыки

В состав исполнительского факультета входят кафедры:
- сольного пения (ханенде)
- инструментального мугама
- народных музыкальных инструментов
- общего фортепиано
- сольного пения (национальный вокал)

В состав факультета истории и теории музыки входят кафедры:
- истории и теории музыки
- истории и теории национальной музыки
- дирижирования оркестром народных музыкальных инструментов
- общественных наук

На исполнительском факультете осуществляется обучение игре на таре, кяманче, каноне, балабане, фортепиано.
На кафедре сольного пения кроме иных специальностей преподаётся мугамное трио и игра на гавале.

## Административные отделения
- Научно-методический центр
- Департамент международных связей
- Бухгалтерия и Департамент человеческих ресурсов
- Общее отделение
- Специальное отделение
- Департамент концерта, творчества и массовых мероприятий
- Отделение эксплуатации и настройки компьютерного оборудования
- Библиотека
- Архив
- Отделение технической эксплуатации
- Хозяйственное отделение

## Научная лаборатория
В 2003 году в составе Национальной консерватории была создана научно-исследовательская лаборатория «Усовершенствование национальных инструментов». 
Лаборатория занимается совершенствованием национальных музыкальных инструментов и созданием новых музыкальных инструментов во всех регистрах.
Лабораторией созданы бас–балабан, пикло–балабан, тенор–балабан, бас–кяманча, карабахский кяман.
28 декабря 2011 года в Международном центре мугама состоялась презентация инструментов, усовершенствованных научно-исследовательской лабораторией, среди которых сантур и ченг. В ходе презентации на усовершенствованных музыкальных инструментах были исполнены отрывки из мугама, а также другие народные песни.

## Библиотека
Библиотека консерватории располагает книгами по музыковедению, учебных пособий, нот, монографий, музыкальных произведений, из учебников по истории, философии, психологии и художественной литературы. На 1 декабря 2011 года фонд библиотеки составлял 6000 печатных изданий.

## Деятельность
В 2005 году совместно с посольством Японии был подготовлен проект «Корень травы». 
Совместно с посольством Польши проведены мероприятия в связи с Годом Шопена.

## Ректоры
- Сиявуш Керими (10 августа 2001 — 27 ноября 2024)[5][6][7]
- Камиля Дадаш-заде (с 27 ноября 2024)[8]

## Международное сотрудничество
Осуществляется сотрудничество со Школой востоковедения и африканистики Лондонского университета, Белградским университетом, Гётеборгским университетом.
В 2008 году подписан меморандум о сотрудничестве с Тегеранским университетом.
С 2009 года консерватория является членом Высшего Образовательного Совета Турции. Диплом Азербайджанской национальной консерватории признаётся в Турции.
С 2015 года консерватория является участником программы обмена «Мевлана».
Консерватория является членом программы обмена «Эразмус Плюс».